# Audace (torpediniera)
L'Audace è stato un cacciatorpediniere (e successivamente una torpediniera) della Regia Marina.

## Storia

### Il nome
La prima unità italiana a portare il nome Audace fu un cacciatorpediniere costruito nei cantieri Orlando di Livorno, completato nel 1914 ed affondato nel 1916 in seguito a collisione.
Il nome Audace è stato portato successivamente dal cacciatorpediniere lanciamissili Audace, capoclasse della classe omonima andato in disarmo nel 2006, che a testimonianza del legame con la città di Trieste ha ricevuto la bandiera di combattimento dal comune di Trieste.

### Vita operativa
Ordinato nel 1913 ai cantieri Yarrow dalla Marina imperiale giapponese, avrebbe dovuto in origine appartenere alla classe Urakaze e chiamarsi Kawakaze. Le sue caratteristiche di progetto presentavano alcune sostanziali differenze con quelle che furono dopo l'incorporazione della Regia Marina: dislocamento standard di 907 tonnellate ed a pieno carico di 1085, armamento di un solo cannone da 120/45 mm, 4 da 80/40 mm e quattro tubi lanciasiluri da 450 mm.
Nel 1916, tuttavia, il Kawakaze, mentre si trovava ancora in costruzione, venne acquistato dalla Regia Marina per sopperire alla carenza di siluranti e per la sua elevata velocità, per l'epoca, di 30 nodi. Inizialmente si decise di chiamarlo Intrepido, nome precedentemente portato da un cacciatorpediniere affondato nel 1915 per urto contro una mina, ma la scelta cadde infine sul nome Audace, portato da un cacciatorpediniere affondato per speronamento nell'estate del 1916.
Completato quindi per la Regia Marina, lo Audace ebbe alcune modifiche rispetto al progetto iniziale, quali un maggior dislocamento ed un armamento artiglieresco completamente rivisto. Si dimostrò una buona unità, robusta e manovrabile.
Dopo l'ultimazione la nave, ancora priva d'armamento, fu trasferita a Napoli dove giunse il 9 gennaio 1917, ricevendo l'armamento. In marzo fu inviata a Brindisi, scortando i sommergibili H 1 ed H 2 (appena arrivati dal Canada, ov'erano stati costruiti) da Messina a Taranto.
La nave partecipò attivamente alla prima guerra mondiale in Alto Adriatico, svolgendo un servizio molto intenso.
L'11 maggio 1917 salpò da Venezia al comando del capitano di fregata Piazza, insieme ai cacciatorpediniere Animoso, Ardente, Ardito e Giuseppe Cesare Abba, per intercettare un gruppo di siluranti austroungariche (cacciatorpediniere Csikos e torpediniere 78 T, 93 T e 96 T) che fu avvistato alle 15.30, a circa 10.000 di distanza; essendo però le due formazioni frattanto giunte non distante da Pola, importante base navale austroungarica, le unità italiane ripiegarono e rientrarono a Venezia.
Nella notte tra il 13 ed il 14 agosto del medesimo anno la nave lasciò Venezia unitamente ai cacciatorpediniere Animoso, Ardente, Abba, Vincenzo Giordano Orsini, Giovanni Acerbi, Giuseppe Sirtori, Francesco Stocco, Carabiniere e Pontiere per scontrarsi con un gruppo di navi nemiche – cacciatorpediniere Streiter, Reka, Velebit, Scharfschütze e Dinara e 6 torpediniere – che avevano appoggiato un'incursione aerea contro la piazzaforte veneta; tuttavia solo l’Orsini riuscì ad avere un breve e fugace contatto con le navi austriache.
Il 29 settembre 1917 la nave – caposquadriglia, al comando del capitano di fregata Arturo Ciano – uscì in mare assieme ad Ardente, Ardito e ad una seconda formazione (esploratore Sparviero, cacciatorpediniere Abba, Acerbi, Stocco ed Orsini) a supporto di un bombardamento effettuato da 10 aerei contro Pola. La formazione italiana ebbe poi un breve scontro serale con una squadriglia austro-ungarica (cacciatorpediniere Turul, Velebit, Huszar e Streiter e 4 torpediniere), senza conseguire risultati di rilievo.
Il 16 novembre 1917 fu inviato, insieme ad Audace, Orsini, Acerbi, Stocco, Ardente ed Abba, di fronte a Cortellazzo a contrasto del bombardamento effettuato dalle corazzate austroungariche Wien e Budapest contro le batterie d’artiglieria e le linee italiane di quella località: i cacciatorpediniere supportarono l'attacco dei MAS 13 e 15 che, insieme a quelli di aerei e dei sommergibili F 11 ed F 13, contribuì a disturbare l'azione nemica, sino al ritiro delle due corazzate.
Il 18 novembre dello stesso anno Animoso, Abba, Ardente ed Audace bombardarono le linee austriache tra Caorle e Revedoli.
Il 28 novembre 1917 Animoso, Ardente, Ardito, Abba, Audace, Orsini, Acerbi, Sirtori e Stocco, insieme agli esploratori Aquila e Sparviero, partirono da Venezia e, insieme ad alcuni idrovolanti di ricognizione, inseguirono una formazione austriaca, composta dai cacciatorpediniere Dikla, Streiter ed Huszar e da quattro torpediniere, che aveva bombardato la ferrovia nei pressi della foce del Metauro. Le navi italiane dovettero rinunciare all'inseguimento allorché giunsero nei pressi di Capo Promontore, troppo vicino a Pola.
Il 7 febbraio 1918 l’Audace, l’Abba e l’Animoso, partiti alle 10.45 da Venezia, rimorchiarono sino al «punto O» (20 miglia ad ovest di Sansego) i MAS destinati all'azione divenuta poi nota come beffa di Buccari. Giunti al «punto O», i tre cacciatorpediniere cedettero i rimorchi alle torpediniere 12 PN, 13 PN e 18 PN e si posizionarono ad una cinquantina di miglia da Ancona, onde supportare i MAS una volta di rientro.
Nella notte tra il 1° ed il 2 luglio 1918 i cacciatorpediniere Audace, Acerbi, Orsini, Sirtori, Stocco, Missori e La Masa fornirono supporto a distanza ad una formazione (torpediniere 64 PN, 65 PN, 66 PN, 40 PN e 48 OS, più, in appoggio, Climene e Procione) che bombardò le linee austro-ungariche tra Cortellazzo e Caorle e simulò poi uno sbarco (torpediniere 15 OS, 18 OS e 3 PN e pontoni da sbarco fittizi a rimorchio) per distrarre le truppe nemiche. Il gruppo dei cacciatorpediniere si scontrò anche con i cacciatorpediniere austroungarici Csikos e Balaton e con due torpediniere: dopo un breve scambio di cannonate, durante il quale le navi avversarie, specie il Balaton, ebbero alcuni danni, le unità italiane poterono proseguire nel loro compito, mentre quelle austriache ripiegavano verso Pola.
L’Audace ebbe un ruolo di primo piano nelle operazioni della Regia Marina riguardanti l'armistizio di Villa Giusti. Il 3 novembre 1918 la nave salpò da Venezia insieme ai cacciatorpediniere La Masa, Missori e Fabrizi (cui poi si aggiunsero le torpediniere Climene e Procione, partite da Cortellazzo) e fece rotta per Trieste, dove la formazione giunse alle 16:10 presso il molo San Carlo sbarcando 200 bersaglieri ciclisti ed il generale Carlo Petitti di Roreto (che era a bordo dell'Audace), che proclamò l'annessione della città all'Italia. L’Audace fu la prima nave italiana ad attraccare a Trieste.
Dopo essersi recata a Zara il 7 novembre, per sbarcarvi una compagnia di marinai e provviste per la popolazione civile, la nave tornò a Trieste il 10 novembre scortata dalle torpediniere 16 OS e 68 PN e con a bordo il re Vittorio Emanuele III di Savoia e i generali Armando Diaz e Pietro Badoglio e in seguito a ciò l'allora Molo San Carlo venne ribattezzato molo Audace mentre il lungomare contiguo assunse il nome di Riva 3 novembre.
Alla base del Faro della Vittoria è esposta un'ancora che si dice esser stata quella dell'Audace. In realtà si tratta dell'ancora della R.N. Berenice (peraltro il relitto dell'Audace fu individuato appena nel 1999).
A metà mese la nave fu inviata a Pola insieme all'incrociatore britannico Dartmouth ed il 17 novembre l’Audace trasportò a Fiume un reparto statunitense, che, insieme ad altri reparti italiani e serbi completò l'occupazione della città.
Il 23 dicembre 1918 il cacciatorpediniere soccorse nelle acque di Sebenico il mercantile inglese Queen Elizabeth, danneggiato dall'urto contro una mina.
Il 24 marzo 1919 l’Audace, con a bordo il re Vittorio Emanuele III, il Ministro della Marina e i Presidenti delle Camere, si fece incontro alla formazione delle navi austro-ungariche assegnate all'Italia che si trasferivano da Pola a Venezia.

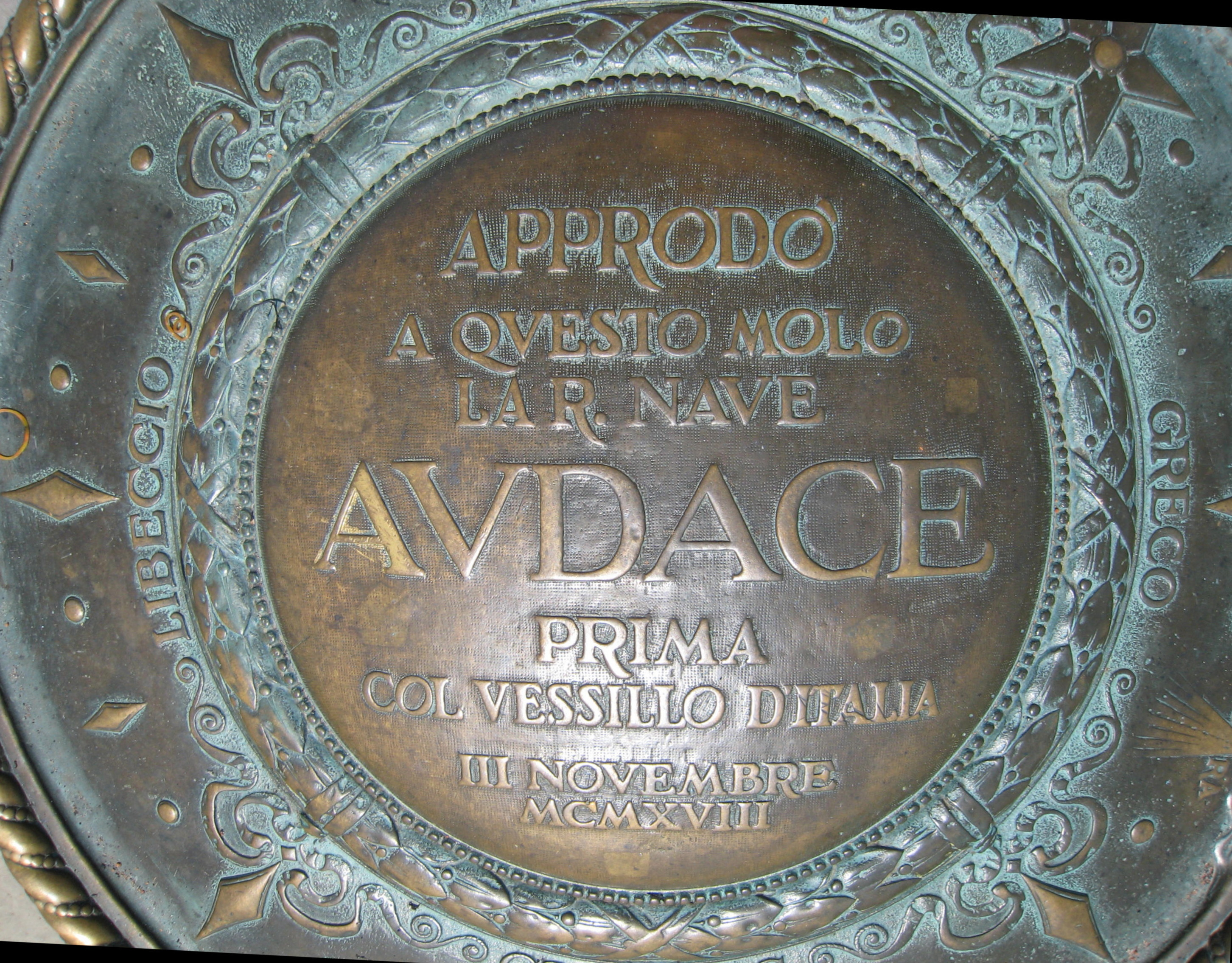
L'iscrizione sulla rosa dei venti in cima al Molo Audace di Trieste

Tra il settembre 1920 ed il giugno 1921 l'unità fu assegnata alla «Divisione del Levante» con la quale ebbe base a Smirne, per poi essere trasferita a Sebenico.
Sottoposto poi ad un turno di lavori di manutenzione nell'Arsenale di Taranto, l’Audace venne inviato a Candia (Creta), mentre dal gennaio all'aprile 1923 fu posto alle dipendenze del governatore di Tripoli, ove stazionò in quel periodo.
In agosto dello stesso anno la nave venne inviata a Tangeri per una missione della massima riservatezza, con a bordo 12 carabinieri e un Maresciallo, a causa di un incidente di ordine pubblico che aveva coinvolto alcuni connazionali e la polizia dell'Amministrazione internazionale della città.
Dal 1923 al 1928 l’Audace fu nave ammiraglia del Dipartimento di Taranto, prendendo parte a crociere ed esercitazioni nel Dodecaneso ed in Mar Egeo durante le estati (periodi nei quali era inquadrato nelle flottiglie siluranti dell'Armata Navale).
Destinata alla Divisione Speciale e posta in riserva, la nave fu declassata a torpediniera il 1º ottobre 1929, operando nell'Adriatico settentrionale. Fu poi inviata a Tripoli e quindi in Mar Rosso, facendo parte della Divisione Navale dell'Africa Orientale Italiana.

La nave tra le due guerre

Durante la guerra civile spagnola, nel 1937, l’Audace svolse alcune missioni al largo delle coste della Spagna toccando i porti di Tangeri, Cadice e di altre città del bacino occidentale del Mediterraneo.
Sempre nel 1937 l'unità fu modificata in modo da poter guidare navi bersaglio radiocomandate e quindi fu trasferita nel Tirreno settentrionale per fungere da nave-guida della nave bersaglio San Marco.
All'entrata dell'Italia nella seconda guerra mondiale l’Audace aveva base a La Spezia.

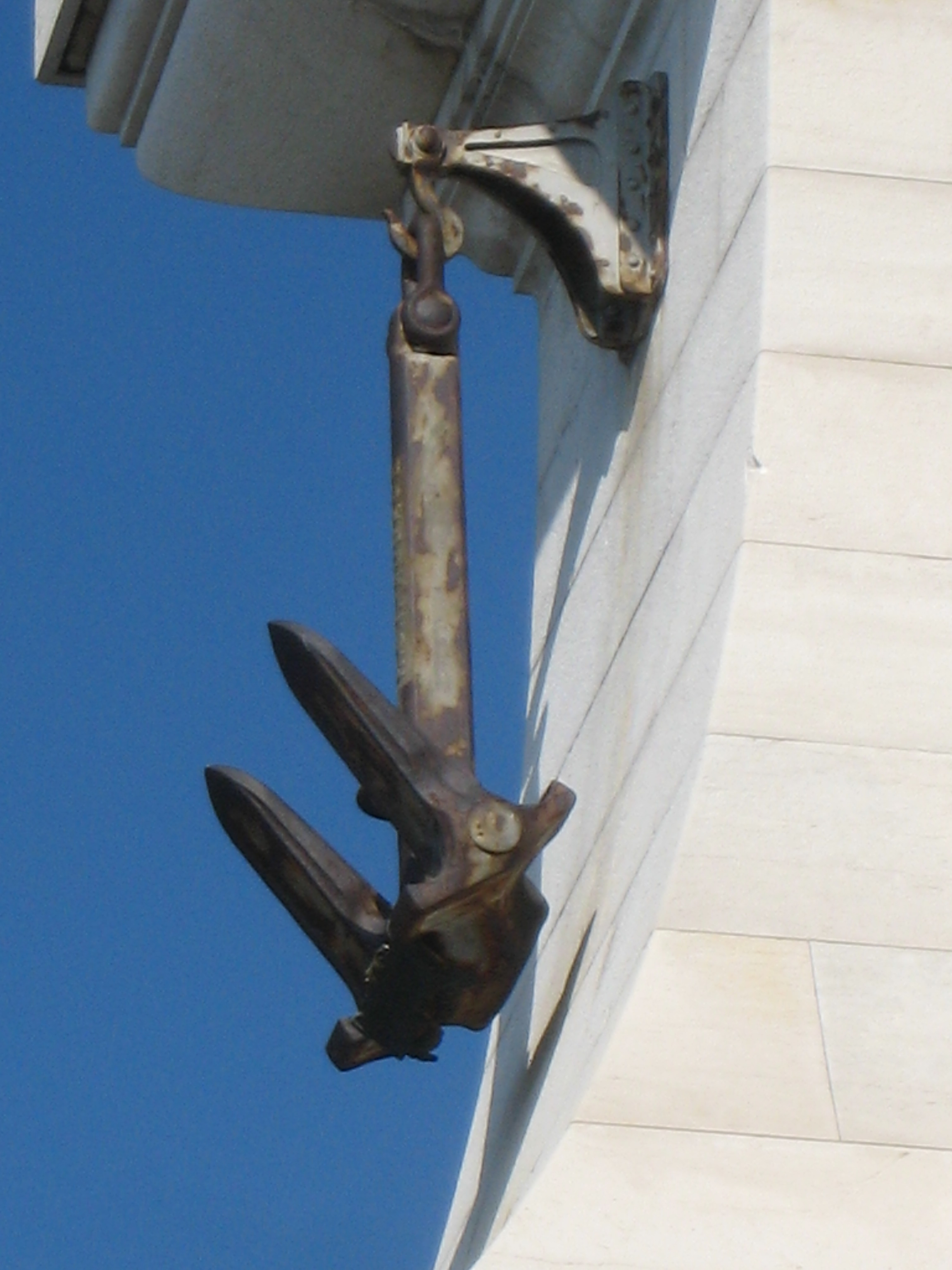
L'ancora alla base del Faro della Vittoria di Trieste; si dice essere quella dell'Audace, ma in realtà si tratta dell'ancora della R.N. Berenice

Partecipò al conflitto in ruoli secondari, essendo una nave ormai vecchia e superata: la sua principale attività, durante il 1940 ed il 1941, consisté in missioni addestrative per conto dapprima della Scuola Cannonieri e poi della Scuola Sommergibili, entrambe a Pola, oltre ad un ridotto numero di missioni antisommergibile e di scorta convogli.
Nel 1942 ed il 1943 l’Audace, dopo lavori di trasformazione che la resero una unità scorta antiaerea, fu invece impiegata principalmente in missioni di scorta, venendo comunque utilizzata sulle relativamente tranquille rotte dell'Adriatico.
Alla proclamazione dell'armistizio, l'8 settembre 1943, la nave si trovava allo stesso molo di Trieste a cui aveva dato il nome, e l'indomani lasciò Trieste e si trasferì a Venezia. L’Audace ripartì poi dal capoluogo veneto per tentare di dirigere verso sud, per raggiungere un porto alleato, ma fu obbligato da sopraggiunti guasti ad invertire la rotta e rientrare a Venezia, dove fu catturato dalle truppe tedesche.
Incorporato nella Kriegsmarine e ribattezzato TA 20, l'ormai ex Audace fu impiegato in Adriatico negli ultimi mesi del 1943, partecipando a missioni di scorta, posa di mine ed azioni antipartigiane insieme ad altre vecchie unità ex italiane, quali l'incrociatore Niobe e le torpediniere TA 21 Wildfang e TA 22. L'ultima azione della nave consisté nella distruzione di fabbriche di liquori a Zara e Sebenico.
Il 1º novembre 1944 la TA 20 e le due corvette UJ 202 (ex italiana Melpomene) ed UJ 208 (ex italiana Spingarda) furono inviate da Zara ad Arbe in missione di trasporto truppe, ma alle 19.50 dello stesso giorno le due corvette furono avvistate al largo di Pago dai cacciatorpediniere britannici Avon Vale e Wheatland: alle 20.10 le navi inglesi aprirono il fuoco da 3600 metri distruggendo in breve tempo le due unità tedesche nel corso di un breve scontro. Mentre l’Avon Vale iniziava le operazioni di salvataggio dei naufraghi della prima corvetta ed il Wheatland ultimava la distruzione della seconda, intervenne la TA 20, che approfittò dell'iniziale sorpresa e direzione delle unità avversarie. Dopo che ebbero cambiato rotta, tuttavia, i due cacciatorpediniere ebbero rapidamente la meglio sulla vetusta unità tedesca: la TA 20 fu dapprima centrata in plancia con la morte di comandante ed ufficiali, poi colpita in sala macchine; tentò di ripiegare ed allontanarsi, ma, irrimediabilmente danneggiata, dovette essere abbandonata dall'equipaggio ed andò a fondo. L’Avon Vale ed il Wheatland recuperarono 71 sopravvissuti della TA 20, mentre altri venti furono salvati il giorno seguente da un'unità tedesca, che li sbarcò a Trieste.

### Il relitto dell'Audace/TA20
Il relitto della TA 20 è stato individuato nell'agosto del 1999 dai subacquei triestini, Leonardo Laneve e Mario Arena. Il relitto giace alla profondità di 80 metri al largo dell'isola di Pago, leggermente inclinato sulla fiancata di sinistra, con le strutture esterne notevolmente incrostate, ma tutti gli armamenti ben visibili e in perfetto stato di conservazione.

### Progetto "Audace"
Un gruppo di appassionati della subacquea già promotori di diversi eventi di successo come “Evento Baron Gautsch” e “Sub per Sea Shepherd”, decidono a maggio 2015 di dare il giusto tributo alla storia di questa nave che gode di una storia affascinante anche se sconosciuta ai più. Viene quindi lanciato il "Progetto Audace" che si compone di due parti: "Spedizione Audace" e "Evento Audace".

#### Spedizione Audace
L'"Audace/TA20" viene quindi visitato da un team italiano a fine 2015 con lo scopo di verificare lo stato del relitto e per raccogliere materiale video fotografico. Tale materiale è stato quindi messo a disposizione di un team con lo scopo di creare un evento che illustrasse la vita avventurosa di questo cacciatorpediniere.
La "spedizione Audace" era composta da Angelo Colla (capo spedizione), Davide De Benedictis, Rytis Quodis, Simone Nicolini e come stand by diver Marco Ciani. L'organizzazione tecnica si è avvalsa della collaborazione di Argentario Divers.
La sera del 7 maggio 2016 presso il teatro "G. Modena" di Palmanova (Ud) si è tenuta la serata presentata dal giornalista e scrittore Pietro Spirito, che oltre a presentare il video realizzato sulla vita dell'Audace ma soprattutto sulla sua fine, ha visto sul palco anche i famigliari del Generale Petitti di Roreto. L'evento è stato organizzato da Coral Sub Palmanova con la collaborazione di Annalisa Sandri, Marco Ciani, Luca Malaman, Giuseppe Tissino e con la collaborazione di CrediFriuli, Reef doo di Nova Gorica, Fiditalia/Pitilino e Artevideo. Il video della serata può essere visto sulla pagina FB dedicata all'evento.

### Libri
- Le Navi da Guerra Italiane 1940-1945 di E. Bagnasco ed E. Cernuschi, Ermanno Albertelli Editore, 2005
- La Marina nella Grande Guerra. Le operazioni navali, aeree, subacquee e terrestri in Adriatico di Franco Favre, Gaspari Editore, 2008
- (DE) Beute-Zerstoerer und -Torpedoboote der Kriegsmarine di Dr. Z. Freivogel, Marine-Arsenal, fasc. 46, Podzun-Pallas-Verlag, 2000
- (DE) Die deutschen Kriegsschiffe 1815-1945, vol. 2, Erich Groener, Dieter Jung, Martin Maass, Bernard & Graefe Verlag, 1999; disegno di Franz Mrva
- (EN) The German Fleet at War, 1939-1945, Vincent P. O'Hara, 2004
- (EN) Italian Warships of World War II - di Aldo Fraccaroli, Ian Allaz, 1968
- I cacciatorpediniere italiani 1900-1966 - Ufficio Storico della Marina Militare, Roma 1966
- Navi militari perdute - Ufficio Storico della Marina Militare, Roma
- Regia nave Audace - 100 anni dopo - di Ugo Gerini, Luglio Editore, 2018
- Sito www.progettoaudace.it
- Pagina Facebook Evento Audace